# Arrest Albada Jelgersma
Het arrest Albada Jelgersma (II) (HR 19 februari 1988, NJ 1988/487) is een arrest van de Nederlandse Hoge Raad dat betrekking heeft op onrechtmatige daad van een aandeelhouder van een debiteur jegens een derde. 

## Casus
Albada Jelgersma Holding BV neemt in 1980 alle aandelen over van de noodlijdende groothandel Wijnalda Kuntz BV. Aan leveranciers zoals de Intercoöperatieve Zuivelvereniging Antwerpen (Inza) stuurt Albada Jelgersma Holding een brief waarin zij garandeert dat de vorderingen op Wijnalda Kuntz BV (dat een betalingsachterstand heeft) volledig zullen worden voldaan. Dit gaat gepaard met een verzoek om de leveranties te hervatten. Inza gaat weer leveren. Begin maart 1981 wordt Wijnalda Kuntz failliet verklaard.

## Procesgang en rechtsvraag
Inza vordert van Albada Jelgersma Holding BV schadevergoeding op grond van onrechtmatige daad. De rechtsvraag is of de aandeelhouder van een bedrijf (in dit geval Albada Jelgersma Holding BV als aandeelhouder van Wijnalda Kuntz BV) aansprakelijk kan zijn uit onrechtmatige daad jegens schuldeisers van het bedrijf.

## Hof en Hoge Raad
Het hof oordeelt dat Albada Jelgersma inderdaad onrechtmatig heeft gehandeld. De Hoge Raad vat de overwegingen van het hof aldus samen:

Toen AJ [Albada Jelgersma Holding BV] eind augustus/begin september 1980 de aandelen-WK [Wijnalda Kuntz BV] overnam was de financiële positie van WK zorgelijk; zij genoot geen of onvoldoende leverancierskrediet. Na de overname heeft AJ zich intensief en indringend met WK bemoeid. Zij had zeggenschap over de bedrijfsvoering van WK, met name ook op het terrein van de inkopen. In aanmerking genomen dat AJ op grote schaal ruchtbaarheid aan de overname heeft gegeven, waarna bij leveranciers van WK de verwachting bestond dat AJ geleidelijk aan erin zou slagen WK weer gezond te maken, was AJ gehouden maatregelen te nemen, toen zij voorzag of behoorde te voorzien dat Inza bij voortzetting van haar omvangrijke leveranties van melkprodukten (...) benadeeld zou worden door het gebrek aan verhaal. AJ had hetzij zelf voor voldoening van Inza moeten zorgen, hetzij erop moeten toezien dat WK geen goederen meer inkocht. AJ had die maatregelen moeten nemen terstond na Kerstmis 1980, nadat haar interne register-accountant op 23 dec. 1980 had gerapporteerd dat de door de verkopers van de aandelen gegarandeerde balans omvangrijke omissies, ter grootte van f 3.277.312, vertoonde, een bevinding die "het einde" voor WK betekende. AJ heeft zowel het een als het ander nagelaten en WK laten begaan, zodat deze op grote schaal goederen van Inza bleef betrekken.

De Hoge Raad laat dit oordeel in stand:

Uitgaande van hetgeen het hof feitelijk heeft vastgesteld heeft het geen rechtsregel geschonden door te oordelen dat AJ, door na te laten erop toe te zien dat WK geen goederen meer van Inza inkocht en evenmin zelf voor betaling van de voortgezette leveranties te zorgen, zich onrechtmatig jegens Inza heeft gedragen.

## Relevantie
Albada Jelgersma II is een belangrijk arrest voor de zogenoemde doorbraak van aansprakelijkheid: de moedermaatschappij is aansprakelijk voor bepaalde schulden van de dochtermaatschappij. De Hoge Raad waagt zich in Albada Jelgersma II niet aan algemene uitspraken, maar geeft een casuïstisch oordeel: in dit geval is de moedermaatschappij aansprakelijk, omdat zij de leverancier van de dochteronderneming aanvankelijk betalingen van haar vorderingen heeft toegezegd en anderzijds niet heeft gewaarschuwd toen zij wist dat deze betalingen gezien een naderend faillissement uit zouden blijven. 